# Sulley Muntari
Sulleyman Ali "Sulley" Muntari (n. 27 august 1984 în Konongo, Ghana) este un jucător ghanez de fotbal care în prezent activează la clubul Hearts of Oak. Acesta are un frate mai mic, Sulley Muniru, care a jucat la FCSB și CFR Cluj (printre altele).

## Palmares

### Club
Portsmouth
- FA Cup: 2008

Internazionale
- Supercoppa Italiana: 2008, 2010
- Serie A: 2008-09, 2009-10
- Coppa Italia: 2009-10
- UEFA Champions League: 2009-10
- Campionatul Mondial al Cluburilor FIFA: 2010